# 브리앤 추
브리앤 추(Brianne Tju, 1998년 6월 14일~)는 미국의 배우이다.

## 출연 작품
- 47미터 2(2019)